# Helina novarae
Helina novarae är en tvåvingeart som först beskrevs av Ignaz Rudolph Schiner 1868.  Helina novarae ingår i släktet Helina och familjen husflugor. Inga underarter finns listade i Catalogue of Life.